# Бер блан
Бер блан (фр. beurre blanc, «белое масло») — французский тёплый эмульгированный масляный соус, приготовленный из выпаренной смеси лука-шалота, уксуса и/или белого вина (обычно мюскаде), в которую добавляют и взбивают после нагрева размягчённое сливочное масло, чтобы предотвратить расслоение. Небольшое количество эмульгаторов, присутствующих в масле, используется для образования масляно-водяной эмульсии. Хотя по концепции бер блан похож на голландский соус, он не считается ни классическим, ни составным соусом. Этот соус родом из кухни долины Луары. Чаще всего подаётся к рыбным блюдам.

## Происхождение
Шеф-повар Клеманс Лефевр (1860—1932), урождённая Клеманс Прау, изобрела бер блан, по-видимому, случайно, где-то в начале XX века. Этот соус она подавала в своём ресторане «La Buvette de la Marine» в селении La Chebuette возле деревни Сен-Жюльен-де-Консель на берегу реки Луары в нескольких километрах выше по течению от Нанта.
Легенда гласит, что она собиралась приготовить для клиентов беарнский соус к щуке, но забыла добавить эстрагон и яичные желтки. Некоторые источники утверждают, что это изобретение произошло, когда она работала поваром у маркиза де Гулена в Шато-де-Гулен

## Приготовление
Хороший бер блан насыщенный и маслянистый, с нейтральным вкусом, который хорошо сочетается с другими приправами и ароматизаторами, что позволяет добавлять травы и специи. Он должен быть лёгким, но все же жидким и достаточно густым, чтобы обволакивать еду.
Бер блан готовят, смешивая вино или уксус, лук-шалот и травы (если они используются) до тех пор, пока он не станет почти остывшим. Хотя это и не обязательно, в этот момент можно добавить сливки в качестве стабилизатора соуса. Вместо уксуса иногда используют лимонный сок, а также можно добавить бульон. Затем в соус постепенно добавляют холодные кубики сливочного масла размером один дюйм по мере того, как масло тает, и смесь взбивают.
Соус может сепарироваться либо от перегрева, либо от охлаждения. Если он нагревается выше 58 °C (136 °F), некоторые из эмульгирующих белков начинают разрушаться и высвобождать молочный жир, который они удерживают в эмульсии. Если соус остынет ниже 27 °C (81 °F), молочный жир затвердеет.

## Производные
Бер руж (фр. Beurre rouge, «красное масло») — это вариант соуса бер блан, который готовят путём замены белого вина сухим красным вином и белого винного уксуса красным винным уксусом.

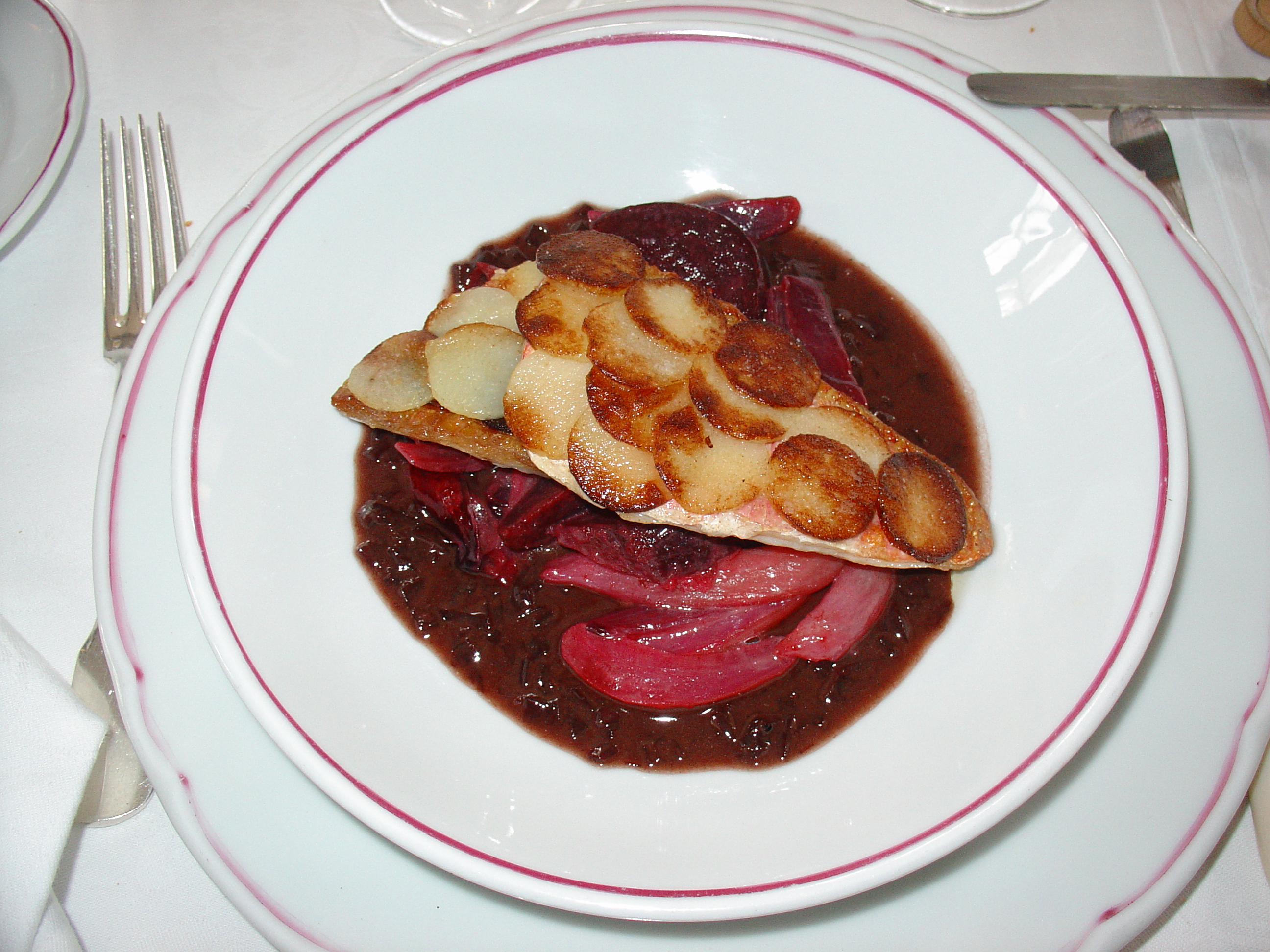
Блюдо из картофеля и овощей, приготовленное с beurre rouge